# Asterios
Asterios (grekiska Αστεριος) var en jätte i grekisk mytologi. Asterios var son till Anax (grekiska Αναξ), som var son till Gaia (Jorden). Båda hörde till giganterna och de kom från Lydien i Anatolien.